# Giovanni Giolitti

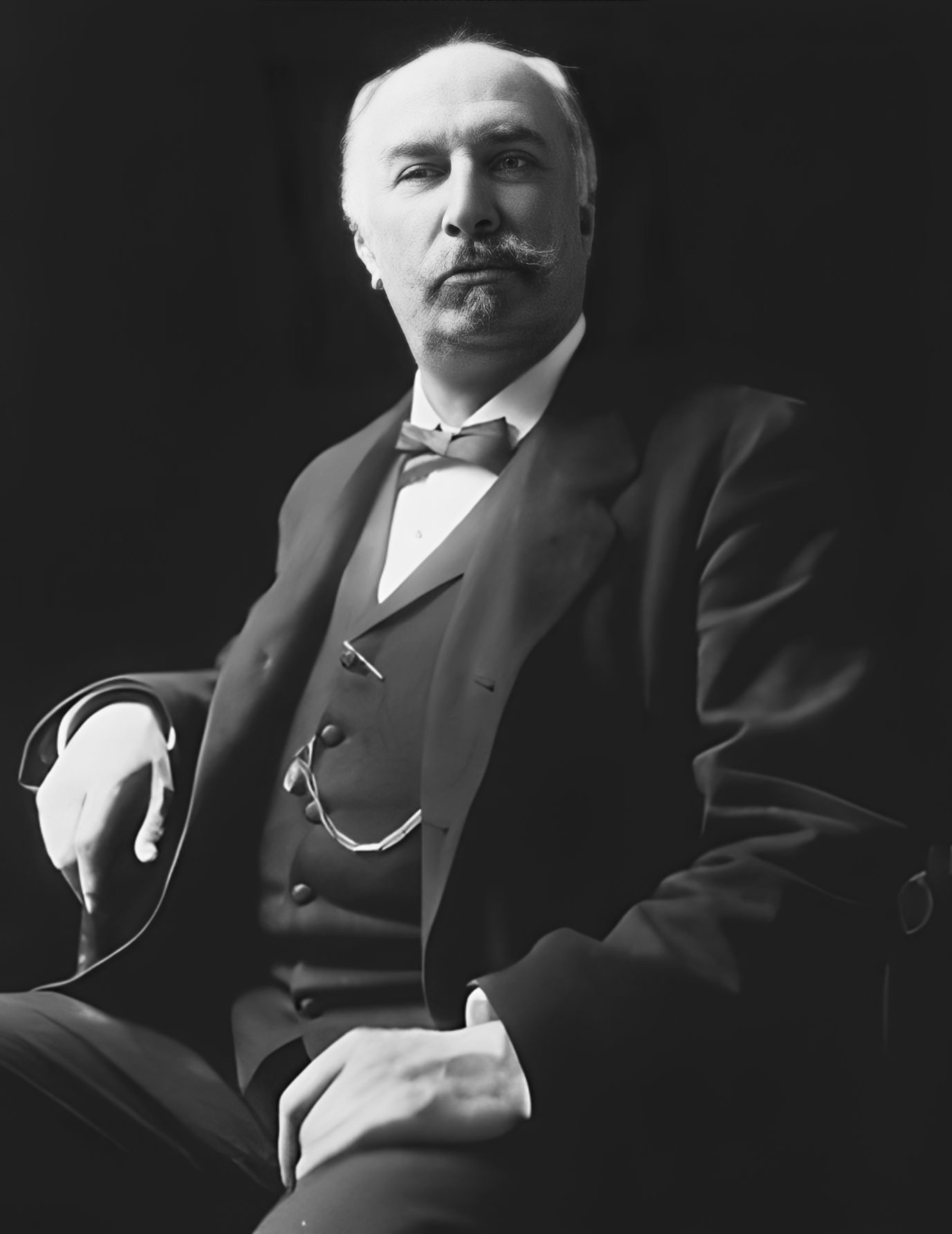
Giovanni Giolitti

Giovanni Giolitti (* 27. Oktober 1842 in Mondovì, Piemont; † 17. Juli 1928 in Cavour, Piemont) war ein italienischer Politiker und mehrfacher Präsident des Ministerrats (Ministerpräsident).

## Leben
Giolitti entstammte einer bürgerlichen Familie. Er wurde 1861 in Rechtswissenschaft an der Universität Turin promoviert und machte schnell Karriere als Beamter in der Verwaltung seiner Heimatprovinz Cuneo und später als Staatssekretär im Finanzministerium. 1877 wurde er in den Rechnungshof berufen, 1882 zum Staatsrat ernannt. Im selben Jahr trat er als Liberaler ins italienische Parlament ein, wo er durch Angriffe auf Finanzminister Magliani auf sich aufmerksam machen konnte.
Im September 1890 wurde er als Finanzminister in das Kabinett Crispi II berufen. Nach dem Sturz von Ministerpräsident Rudinì trat er im Mai 1892 dessen Nachfolge an. Für die Probleme Italiens dieser Zeit (Nord-Süd-Konflikt, Fasci siciliani, schwelender Konflikt mit Frankreich) fand er keine Lösungen. Im Skandal um die Staatsbank Banca Romana wurde ihm Amtsmissbrauch vorgeworfen; er trat im Dezember 1893 zurück und floh vor einer Verhaftung nach Berlin-Charlottenburg.
Seine angeschlagene Reputation konnte er nur allmählich wieder aufbauen, teilweise indem er sich die folgenden Auseinandersetzungen der konservativen Regierungen mit den Sozialisten zunutze machte. Nach dem Sturz der Regierungen Pelloux 1900 und – nach dem Mord an König Umberto I. – Saracco wurde er 1901 vom neuen Ministerpräsidenten Zanardelli als Innenminister ins Kabinett zurückgeholt, wo er gegenüber den Streiks und Ausschreitungen dieser Zeit den reformerischen und revolutionären Bewegungen gegenüber zu Zugeständnissen bereit war. Nach dem Rückzug des gesundheitlich angeschlagenen Zanardelli aus der Politik beerbte Giolitti diesen im November 1903 als Ministerpräsident. Mit zwei längeren Unterbrechungen 1905/06 und 1909–11 hatte er das Amt danach bis März 1914 inne.
Sein Einfluss auf die italienische Politik war so erheblich, dass diese Periode als età giolittiana (Ära Giolitti) bezeichnet wird. Es war die Zeit, in der – parallel zur Entwicklung in anderen europäischen Staaten – die industriellen Ballungsgebiete Norditaliens und eine breite Arbeiterschicht entstanden und Italien eine aktive Kolonialpolitik betrieb. Giolitti förderte besonders die Industrialisierung Italiens, führte 1912 eine staatliche Sozialversicherung ein und reformierte das italienische Wahlrecht (Einführung des allgemeinen Wahlrechts für Männer unabhängig vom Einkommen), was die Zahl der Wahlberechtigten auf bis zu 8 Millionen steigen ließ. Die Beteiligung neuer Wählerschichten brachte aber ein Erstarken der Sozialisten und des politischen Katholizismus (zunächst in Form der Unione Elettorale Cattolica Italiana, ab 1919 dann als Partito Popolare Italiano) und umgekehrt einen Bedeutungsverlust der eher großbürgerlichen Liberalen mit sich.

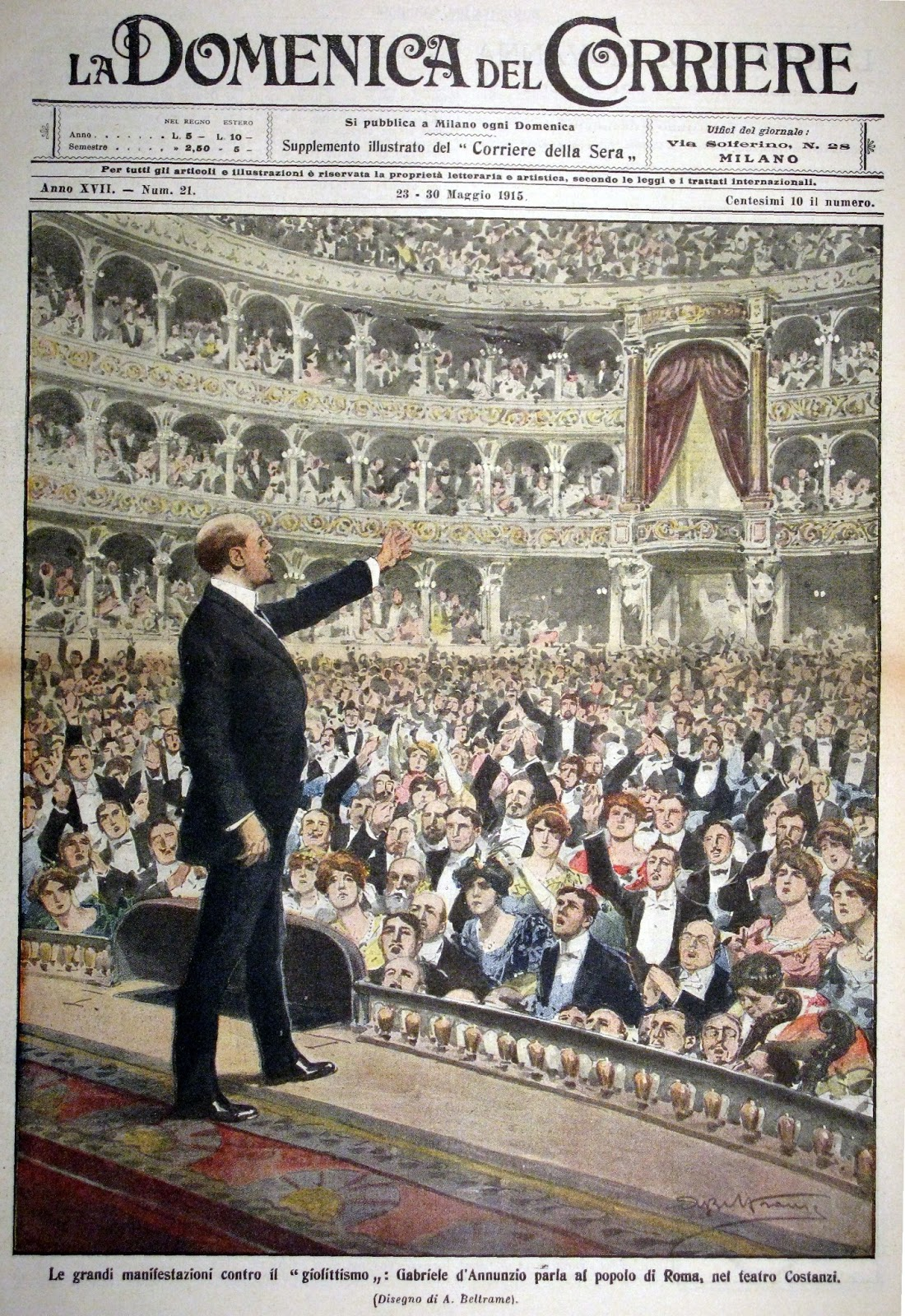
Gabriele D’Annunzio spricht auf einer Kundgebung gegen den „giolittismo“, illustrierte Beilage des Corriere della Sera, 30. Mai 1915

Außenpolitisch leitete er als Folge der Bosnischen Annexionskrise (1908) die Distanzierung vom Dreibund mit dem Deutschen Reich und Österreich-Ungarn ein und führte 1911/12 mit Rückendeckung der Entente den Italienisch-Türkischen Krieg, der Italien Tripolitanien, die Kyrenaika und den Dodekanes einbrachte.
Nach den Parlamentswahlen im Februar 1914, die den linken und rechten Oppositionsparteien Stimmengewinne brachten, verkündete er seinen Rücktritt und empfahl den Konservativen Antonio Salandra als seinen Nachfolger. Als Italien 1914/15 vor der Wahl stand, am Ersten Weltkrieg teilzunehmen, hielt Giolitti als nomineller Führer der neutralistischen Parlamentsmehrheit an der Neutralität Italiens fest, was er mit der unzureichenden Vorbereitung der Armee begründete. Dies trug ihm unter anderem Mordaufrufe von Gabriele D’Annunzio ein und führte zu seiner Abreise aus Rom, die den Zusammenbruch der Opposition gegen die Kriegsbeteiligung markierte.
In der Krise der Nachkriegszeit (Biennio rosso) wurde er 1920 erneut zum Ministerpräsidenten berufen. Er fand im Grenzvertrag von Rapallo einen Ausgleich mit Jugoslawien und beendete militärisch die Besetzung von Rijeka/Fiume durch D’Annunzios Arditi. Sein Versuch, die erstmals im Parlament vertretenen Faschisten in seinen Integrationskurs einzubeziehen, scheiterte jedoch. Im Juli 1921 musste Giolitti zurücktreten, was das Biennio nero einleitete, das 1922 in den Marsch auf Rom und die Machtübernahme Benito Mussolinis mündete.
Im Parlament leistete er den Faschisten Widerstand und wurde nach der Ermordung Giacomo Matteottis am 10. Juni 1924 zur Führungsfigur der verbleibenden liberalen Parlamentarier. So lehnte Giolitti 1926 die Ausnahmegesetze Mussolinis ab und bezog im Parlament Position gegen die faschistische Wahlrechtsreform. Kurz darauf zog er sich jedoch aus der Politik nach Cavour bei Turin zurück, wo er schließlich starb.
Sein Enkel Antonio Giolitti wurde später EG-Kommissar.

## Politische Ämter
Ministerpräsident
- 15. Mai 1892 – 27. September 1892
- 23. November 1892 – 15. Dezember 1893
- 3. November 1903 – 12. März 1905
- 29. Mai 1906 – 8. Februar 1909
- 24. März 1909 – 11. Dezember 1909
- 30. März 1911 – 29. September 1913
- 27. November 1913 – 21. März 1914
- 15. Juni 1920 – 7. April 1921
- 11. Juni 1921 – 4. Juli 1921

Innenminister
- 15. Mai 1892 – 28. November 1893
- 15. Februar 1901 – 20. Juni 1903
- 3. November 1903 – 15. März 1905
- 30. Mai 1906 – 10. Dezember 1909
- 30. März 1911 – 20. März 1914
- 15. Juni 1920 – 4. Juli 1921

Finanzminister
- 14. September 1890 – 8. Dezember 1890[1]